# Horning
Horning – wieś w Anglii, w hrabstwie Norfolk, w dystrykcie North Norfolk. Leży 14 km na północny wschód od Norwich i 172 km na północny wschód od Londynu.
Miejscowość liczy 1033 mieszkańców.
Położona jest w sąsiedztwie obszaru chronionej przyrody The Broads.